# Cistícola robusta
La cistícola robusta (Cisticola robustus) és una espècie d'ocell passeriforme de la família Cisticolidae pròpia d'Àfrica central i Àfrica oriental.

## Hàbitat i distribució
L'habitat principal són els herbassars i zones de matoll montans, encara que també es pot trobar en riberes i aiguamolls.
Es distribueix principalment per les muntanyes d'Àfrica central i oriental.